# Erythroxylum frangulifolium
Erythroxylum frangulifolium är en tvåhjärtbladig växtart som beskrevs av A. St.-hil.. Erythroxylum frangulifolium ingår i släktet Erythroxylum och familjen Erythroxylaceae. Inga underarter finns listade i Catalogue of Life.